# Ligne de Szentlőrinc à Sellye
La ligne de Sellye à Szentlőrinc ou ligne 61 est une ligne de chemin de fer de Hongrie. Elle relie Sellye à Szentlőrinc.